# 行李傳送帶

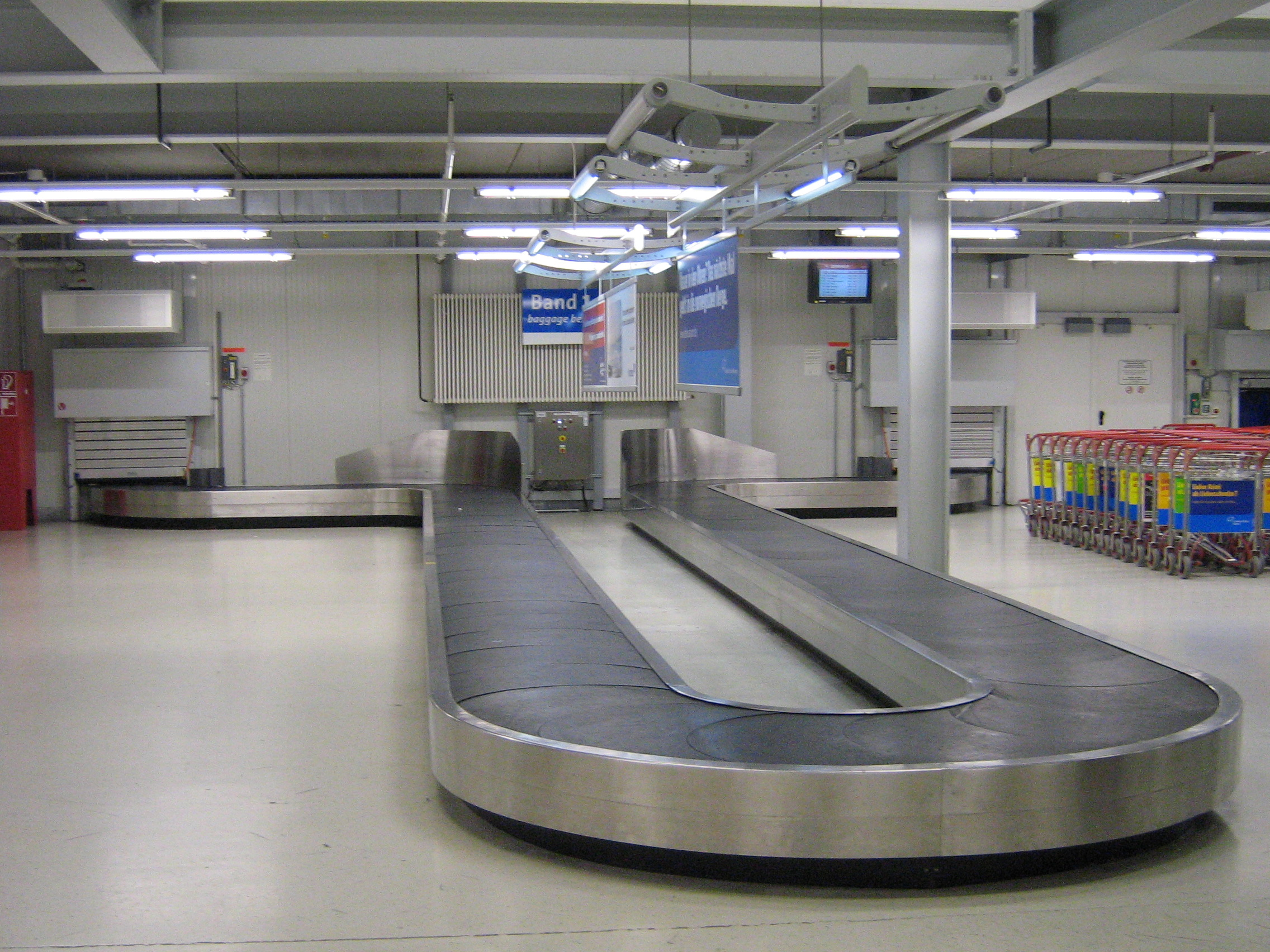
於法兰克福-哈恩机场的行李輸送帶

行李輸送带又稱行李轉盤、行李传送带，是一种通常出現在机场行李提領處的设备，是为使托运行李的乘客在他們的目的地認領行李。并非所有机场都配有此种设备，而大型機場则通常配有多條行李輸送帶，每一條都有顯示輸送的是哪一班飛機的行李。

## 例外
通常来说，以下类型的托运行李不放在行李转盘上：
- 高尔夫袋里的哥爾夫球桿
- 冲浪板
- 輪椅
- 自行車
- 婴儿推车
- 儿童座椅
- 滑雪板

这些物品可以多种方式转运，包括：
- 放在地板上
- 通过一个特别出口转运
- 在客服部门提领
- 放在特殊货架上[2]（常见于目的地是滑雪胜地）。